# Viliam Hýravý
Viliam Hýravý était un footballeur professionnel slovaque né le 26 novembre 1962 à Ružomberok alors en Tchécoslovaquie. Il évoluait au poste de milieu offensif central. 

## Carrière
C'est au cours d'un match amical TFC-Banik Ostrava lors de l'été 1991, qu'il signe avec les Toulousains.
Il joue 11 matchs pour l'équipe de Tchécoslovaquie avec qui il dispute la Coupe du monde 1990 en Italie.
Au niveau des clubs, il joue successivement pour le BZ Ružomberok, le ZVL Žilina, puis le club tchèque du Banik Ostrava. Lors de la saison 1991-1992, il rejoint la Division 1 française et le Toulouse FC. Avant de prendre sa retraite de joueur professionnel, il joue pour le MFK Ružomberok, où il occupe aujourd'hui le poste d'entraîneur adjoint.

## Palmarès
- Vainqueur de la Coupe de Tchécoslovaquie en 1991 avec le Baník Ostrava